# Flexx
Flexx var en svensk eurodancegrupp som bestod av Chris (Christoffer) Ljung och Malvern Mandengu.
Ljung och Mandengu träffades 1993 och spelade in singeln Wake up vilken blev en dunderhit framför allt i Sverige. Sjöng gjorde sångerskan Nana Hedin. 1994 släpptes tre singlar: Flexxible, The Good, The Bad, The Ugly och Runner-Up.
Ett album med titeln Flexxibility följde. Ny sångerska blev Kajsa Mellgren. Kajsa sjöng lead tillsammans med Lotten Andersson på de flesta låtarna på albumet. Genombrottet framhöll även bakgrundssång av Coffee. Captive In The Past innehöll ledsång av Lotten Andersson och bakgrundssång av Michel Arna. Kajsa Mellgren lämnade bandet i 1995 och ersattes av Laila Bagge, som då använde artisnamnet Silver som även sjöng i låten Spider. 
Duon Nordlund/Lagerlöf har producerat flera olika band de senaste åren (de producerar och mixar under namnet Bass Nation.), som Oktan, Da Scout och Elephant & Castle vars singel var en progressiv omdaning av Flexx första singel Wake Up som släpptes 1998. Den innehöll fortfarande Nana Hedins röst fast utan rap.

## Diskografi

### Album
- Flexxibility (1994)

### Singlar
- Wake Up (1993)
- Flexxible (1994)
- The Good, The Bad And The Ugly (1994)
- Runner-Up (1994)
- Spider (1995)
- Shake You All (1996)

Låten I'm A Lover är gjord av en holländsk grupp med samma namn.